# Вовк (геральдика)

Вовко-орел у гербі Лангедорла

Геральдичний крокуючий вовк

Вовк у традиційній європейській геральдиці вважається символом жадібності, злості і ненажерливості. Він називається хижим (фр. ravissant), якщо тримає здобич, і розлюченим (фр. allumé), якщо його очі відрізнені особливою від усього тіла фарбою.
Але на противагу цього вовк також може символізувати відданість родині та сімейним цінностям, здатність постояти за свій будинок. Також вовк міг з'явитися на гербі європейського роду, який зводить своє походження до вервольфа ( перевертня).
У культурі та міфології тюркських народів образ вовка безумовно позитивний (на відміну від більшості індоєвропейських народів), вовк вважався міфологічним прабатьком тюрків, і його зображення часто присутнє в родовій і державній символиці. Варто враховувати при цьому, що культура і міфологія тюркських народів ніякого відношення до геральдики не мають.

## Фототека

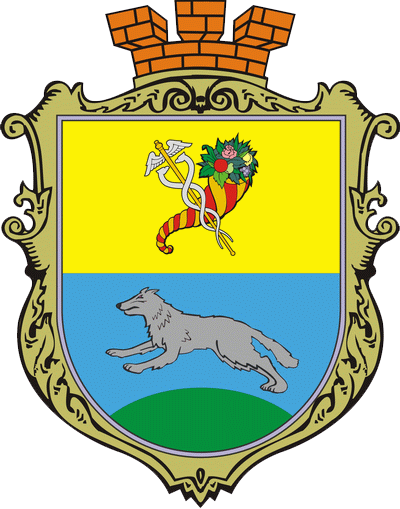
Герб Вовчанського району і Вовчанська
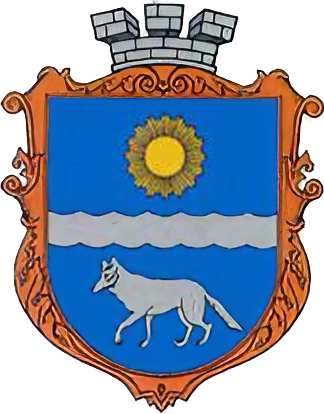
Герб Летичева
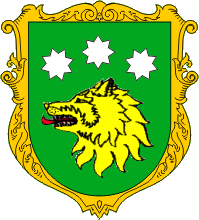
Герб селища Вовковинці
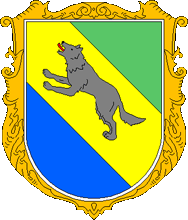
Герб села Болозів
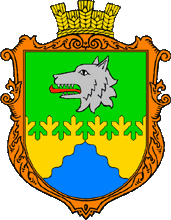
Герб села Вовче (Турківський район)
Герб Лобеза
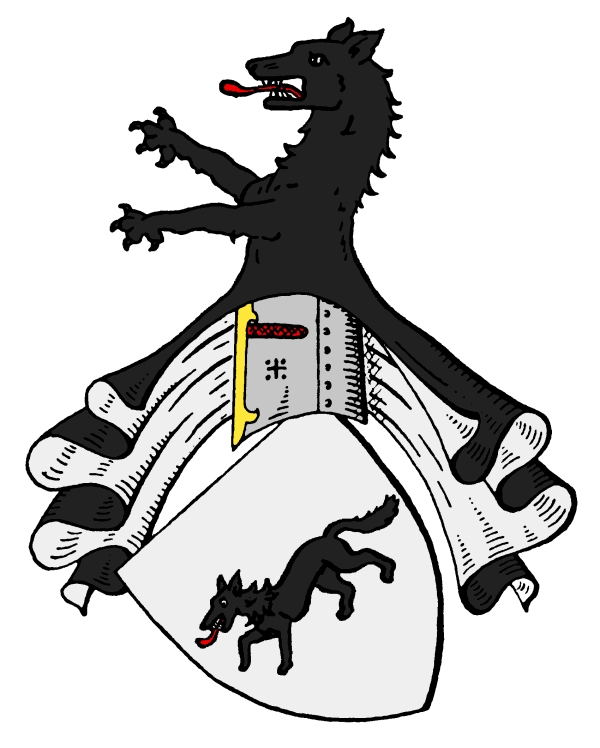
Герб роду Вольф фон Гуденбергів
Герб Волковиська
Пассау
Remagen
Вольфсберг
Вольфсбург
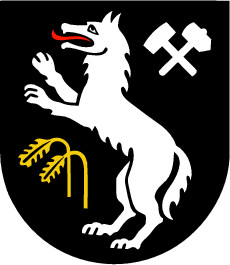
Groß Ilsede
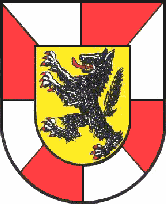
Штур